# Стрмець-при-Дестрнику
Стрмець-при-Дестрнику (словен. Strmec pri Destrniku) — поселення в общині Дестрник, Подравський регіон‎, Словенія.